# Donatos Pizza
Donatos Pizza ist eine US-amerikanische Schnellrestaurantkette, die sich auf Pizza spezialisiert hat.

## Geschichte
Donatos Pizza wurde von Jim Grote im Jahr 1963 gegründet. Er kaufte damals für 1300 US-Dollar eine kleine Pizzeria im Süden von Columbus (Ohio) und baute mit seinen Eltern ein Geschäft auf.
Im Mai 1999 verkaufte Grote die bis dahin familiengeführte Kette mit mehr als 140 Filialen an die McDonald’s Corporation. Nach der Übernahme expandierte die Kette vor allem im Mittleren Westen auf insgesamt über 200 Restaurants in den gesamten USA, einen Teil davon als Franchising-Filialen.
2003 wurde Donatos wieder von Jim Grote übernommen, nachdem die McDonald’s Corporation sich von allen Fremdmarken trennen wollte, um sich verstärkt dem Kerngeschäft widmen zu können.
Nach finanziellen Problemen durch den Rückkauf, deren Kaufsumme geheim ist, hat sich das Unternehmen inzwischen nach eigenen Angaben konsolidiert. Es gab seinen Gesamtumsatz für das Jahr 2006 mit 175 Millionen US-Dollar an.

## Deutschland
Die erste Filiale außerhalb der USA eröffnete im November 2002 in der Regerstraße in München (damals gegenüber der Paulaner-Brauerei). Insgesamt expandierte Donatos Pizza auf drei Filialen in München. Die Standorte dienten von Anfang an der Anpassung des US-amerikanischen Konzeptes an Besonderheiten des deutschen und europäischen Marktes (z. B. Anpassungen der Rezepturen und Entwicklung unterschiedlicher Vertriebswege). Auf der Grundlage der in den Filialen erhobenen Produkt- und Marktstudien sollte eine breitflächige Multiplikation des Konzeptes eingeleitet werden. Ursprünglich wollte die Fast-Food-Kette bis 2005 rund 200 Pizza-Filialen in Deutschland eröffnen. Die Standorte wurden im Jahr 2003 wieder geschlossen, nachdem sich McDonald’s infolge von Personalwechseln in der US- und der deutschen Unternehmensführung dazu entschlossen hatte, sich wieder auf sein Kernsortiment rund um Hamburger zu konzentrieren. Einem Bericht im Nachrichtenmagazin Der Spiegel zufolge machten die drei Münchner Filialen Verluste. In dem Gebäude in der Regerstraße wurde mittlerweile eine McDonald’s-Filiale eröffnet. Jim Grote wollte in den USA die Marke Donatos weiterentwickeln, zeigte aber kein Interesse an einer Weiterentwicklung des Unternehmens in Deutschland.